# Gorham, New York
Gorham är en kommun i Ontario County i delstaten New York, USA.